# A Celebrated Case
A Celebrated Case è un film del 1914 diretto da George Melford: tratto dal lavoro teatrale Une cause celebre di Eugène Cormon e Adolphe d'Ennery, fu sceneggiato da Gene Gauntier. Fu il primo 4 rulli girato da Alice Joyce.

## Trama
Madeline Renaud, sorella adottiva della duchessa d'Aubeterre, riceve in regalo dalla sorella, in occasione del suo matrimonio con Jean Renaud, un prezioso medaglione. Jean, che è un soldato, viene richiamato al fronte e partecipa, con la sua compagnia, alla battaglia di Fontenoy.
Il conte de Mornay, un nobile condannato all'esilio per volontà del re, prima di partire affida la figlioletta alla badessa di un collegio. Poi, però, l'aristocratico resterà ferito a morte durante la battaglia: a Jean, che cerca di soccorrerlo, consegnerà una borsa, chiedendogli di conservare i gioielli e le carte dei de Mornay. Renaud accetta e si reca dalla moglie, cui chiede di conservare i documenti affidatigli. Poi, torna a combattere.
Ma, nella casa, penetra Lazare, uno sciacallo che spoglia i cadaveri sul campo di battaglia e che era stato interrotto dall'intervento di Jean quando stava per derubare anche de Mornay.
Lazare ha seguito Jean fino a casa e ora tenta di rubare la borsa che gli era già sfuggita di mano poco prima. Viene sorpreso da Madeline e tra i due si accende una lotta: la donna grida e fuori dalla porta accorre la figlioletta. Per non coinvolgerla, Madeline viene costretta da Lazare a tranquillizzarla dicendogli che lì con lei c'è papà. La piccola resta fuori, ma dentro Lazare colpisce la povera donna, uccidendola. Scoperto il cadavere della madre, la bambina sconsolata dichiara ai vicini accorsi in suo aiuto che l'ultima persona che ha visto la mamma, era stato suo padre.
Renaud, che si è comportato eroicamente durante la battaglia, viene accusato dal magistrato del villaggio di omicidio. Un sergente di buon cuore si assume la cura di Adrienne, la bambina che, involontariamente, è diventata la principale testimone contro suo padre. Il povero Renaud viene condannato all'ergastolo.
La duchessa d'Aubeterre adotta in seguito Adrienne, ma la ragazza vive sempre con il ricordo di un padre omicida. Passa del tempo. Il perfido Lazare pensa, dopo che l'esilio a de Mornay è stato revocato dal re, che sia finalmente giunto il momento di rivendicare i possedimenti dell'aristocratico esibendo i documenti di cui si era impadronito. Ma la badessa del Collegio d'Hyereo, quando lo vede, non riconosce in lui il conte e lo denuncia come impostore. Lazare è smascherato. Anche Adrienne e suo padre sono finalmente ricongiunti, dopo che è stata riconosciuta l'innocenza dell'uomo.

## Produzione
Interpretato da Alice Joyce, il film - girato in Florida - venne prodotto dalla Kalem Company tratto da Une cause celebre, lavoro teatrale di Eugène Cormon e Adolphe d'Ennery, andato in scena in prima a Parigi il 4 dicembre 1877.
Alcune scene ricostruiscono la battaglia di Fontenoy tra francesi e inglesi.

## Distribuzione
Distribuito in sala dalla General Film Company nel maggio del 1914. Il film è considerato perduto.